# Emil Stachorra
Emil Stachorra (* 1914 oder 1915; † unbekannt) war ein deutscher Fußballspieler.

## Werdegang
Der Mittelfeldspieler Emil Stachorra stieg im Jahre 1936 mit Borussia Dortmund in die seinerzeit erstklassige Gauliga Westfalen auf. Er spielte bis 1944 für die Dortmunder und konnte 1938 mit seiner Mannschaft die Vizemeisterschaft feiern. Während des Zweiten Weltkrieges spielte er als Kriegsgastspieler u. a. mit August Lenz und August Gottschalk für den VfR Heessen. Bei Borussia Dortmund spielte er zusammen mit seinen drei jüngern Brüdern. Nach dem Ende des Zweiten Weltkrieges ging Stachorra zu Arminia Bielefeld, mit denen er 1949 Westfalenmeister wurde und in die seinerzeit erstklassige Oberliga West aufstieg. Nach nur einem Jahr stieg die Arminia in die II. Division West ab und Stachorra verließ die Arminia mit unbekanntem Ziel. Er absolvierte sieben Oberligaspiele und erzielte dabei keine Tore.